# Tư Hành Phương
Tư Hành Phương (司行方) là một nhân vật hư cấu trong tác phẩm Hậu Thủy Hử của tác giả Thi Nại Am. Tư Hành Phương là Hộ quốc Đại tướng quân của quân đội Phương Lạp và một trong Tứ đại Nguyên soái của Phương Lạp (cùng với Đặng Nguyên Giác, Thạch Bảo và Lệ Thiên Nhuận)

## Xuất thân
Ti Hành Phương là một trong Tứ đại Nguyên soái dưới quyền Phương Lạp. Dưới trướng của Ti Hành Phương là 4 tướng khác: Tiết Đẩu Nam, Hoàng Ái, Từ Bạch, Mễ Tuyền. Ti Hành Phương thừa lệnh của Phương Thiên Định đem quân đi cứu huyện Đức Thanh. Trong trận chiến này, Từ Hành Phương đối đầu với Lôi Hoành. Chỉ sau 30 hiệp giao tranh, Ti Hành Phương đã chém Lôi Hoành lăn dưới ngựa.

## Tử trận
Lư Tuấn Nghĩa đem quân đến trấn Phụng Khẩu đúng lúc gặp tàn quân của Ti Hành Phương tại đây. Trong cuộc giao tranh với Lư Tuấn Nghĩa, Ti Hành Phương không địch nổi, bị đánh ngã ngựa, rơi xuống nước chết đuối.